# Daspetah
Daspetah is een bestuurslaag in het regentschap Kepahiang van de provincie Bengkulu, Indonesië. Daspetah telt 2527 inwoners (volkstelling 2010).